# 绍尔毛泰尔奇
绍尔毛泰尔奇，是匈牙利诺格拉德州所辖的一个村。总面积7.58平方公里，总人口496，人口密度65.4人/平方公里（2011年1月1日）。